# 郷田ほづみ
郷田 ほづみ（ごうだ ほづみ、1957年8月22日 - ）は、日本の声優、俳優、音響監督、YouTuber。名古屋芸術大学芸術学部芸術学科声優アクティングコース特別客員教授。東京都練馬区出身、神奈川県小田原市育ち。尾木プロ THE NEXT所属。本名は合田 穂積（読み同じ）。

## 来歴

### 生い立ち
東京都で誕生し、その後埼玉県へ行き、東京都練馬区に帰郷し、小学5年生の時に神奈川県小田原市に転居。現在は神奈川県平塚市在住。
幼少期は目立ちたがり屋で、皆を笑わせるといったことが好きであった。一方、「舞台に立つ」などは考えていなかったという。
小学生の頃も「役者になりたい」とは思っておらず、漫画好きであったため漫画家になりかたったという。アニメもよく見ており、漫画も自分で描いたりしていたという。当時の好きな漫画家は川崎のぼるやちばてつやで、ギャグ漫画よりもストーリーものの方が好きであったという。中学校に進学後はカメラマンになろうと思い、カメラが欲しくてお金を貯めていた。自分では「いい写真が撮れるに違いない」と思い込んでいたという。
高校2年生の時に先輩から「照明を手伝ってくれ」、「絶対楽しいから」と誘われて演劇部に入部。中学時代はバスケットボール部、高校時代は軟式テニス部に所属していたが、演劇部に所属するためテニス部は退部したという。演劇部ではチェーホフ作の『できそこない』の初老の紳士役で初めて役を貰ったが、その時は役者になろうとは思っていなかった。クラブでは固い芝居しかしておらず、「芝居なんて面白くない」、「演劇を続けることはもうないかな」と思っていた。文化祭でクラス演劇があり、演劇部だったこともあり飛び入り参加し、打ち合わせもしないで出たところ客に受け、「楽しかった」と感じ衝撃を受けた。その時に舞台に立つということは、「こういう面白い面もあるのか」と思い、芝居に興味を持つようになり、固い方の芝居に興味が出てきた。

### キャリア
中学生、高校生ぐらいの頃にテレビアニメ『宇宙戦艦ヤマト』を見て職業としての声優があるということを認識して、富山敬に憧れる。
神奈川県立小田原高等学校時代、高校時代の先輩の平光琢也たちが結成した劇団摩天楼の芝居を見に行って、ちょっとした役で手伝ったりしていくうちに、どんどんその道に入っていった。玉川大学文学部芸術学科演劇学専攻に進学後、大学と平行して劇団摩天楼に入団。
1981年、「第3回アマチュア声優・ドラマ・コンテスト」に応募して入賞し、主催者であるニッポン放送のドン上野に「君、やってみないか」と声をかけられ、『夜のドラマハウス』でデビューする。その後、テレビアニメ『新みつばちマーヤの冒険』のアリの隊長役で出演。芸名「郷田ほづみ」はドン上野による命名。
1983年に平光琢也、赤星昇一郎の3人で結成したお笑いトリオ「怪物ランド」で『お笑いスター誕生!!』に出場し、10週勝ち抜きチャンピオンとなる。
同年、オーディションを受けて合格して、テレビアニメ『装甲騎兵ボトムズ』にキリコ・キュービィー役で出演する。その時にアニメーションも好きだったため、「声の仕事で生活できたらいいなあ、」ということで声優も目指した。その後、怪物ランドとしての仕事が多忙となり、徐々に声優の仕事から離れていくが、OVA『銀河英雄伝説』の外伝が制作されることとなった際、同作の登場人物であるヤン・ウェンリー役を1995年に死去した富山に代わって演じて以降、再び声優の仕事に復帰し、数々のアニメや吹き替えなどの声の仕事や、テレビドラマなどにも出演するようになった。
高校時代までを過ごしていた神奈川県に再び移り住んでから、「ここで何かやりたいな」と思い、「湘南アクターズスクール」を設立する。湘南テアトロ☆デラルテ（旧：湘南アクターズ）、ひらり、空中分解。、羽衣1011など、数々の劇団において芝居の演出も行っている。
その後、舞台の演出などもしていたため、プロデューサーに「声優やって、アニメの現場のこともわかっているし、舞台の演出をして、役者もお芝居も演出しているんだったら、アニメーションの音響監督をやってくれないか」と頼まれたのがきっかけで、かつての仲間であった平光同様にアニメの音響監督の仕事も請け負うようになる。音響監督を務める際は、自らナレーターなどの形で出演することが多い。

## 人物・特色
テレビ番組、映画、CM出演など多くの幅広い作品で活躍している。
趣味は車、ラジコン、ストラッカー。特技は茶道。
洋画の吹き替えでは、ダグ・サヴァントやデヴィッド・シューリス、ジェフ・ダニエルズ、サイモン・ベイカーなどを多く担当している。
また、『アリー my Love』（第4シーズン、計21話出演）のラリー・ポール役をはじめとして、ロバート・ダウニー・Jrのキャリア中期の作品を担当していた。自身のSNSでは『アイアンマン』について「やりたかったなぁ」と述べている。
姉がいる。

## 出演
太字はメインキャラクター。

### テレビアニメ
1982年
- 新みつばちマーヤの冒険（アリの隊長、ホタルB、ホタルC、アリマキの判事、虫、ゲンゴロウ、キバチ隊長、ミツバチA）
- フクちゃん

1983年
- 装甲騎兵ボトムズ（1983年 - 1984年、キリコ・キュービィー）

1996年
- るろうに剣心 -明治剣客浪漫譚-（ロレンゾ庄三）

1998年
- ビーストウォーズII 超生命体トランスフォーマー（1998年 - 1999年、ライオコンボイ）

1999年
- こちら葛飾区亀有公園前派出所（南部、一人）
- HUNTER×HUNTER（第1作）（レオリオ、男B）
- ビーストウォーズネオ 超生命体トランスフォーマー（ライオコンボイ）
- ビックリマン2000（ロケットランナー）

2000年
- NieA_7（狩田修平）
- メダロット魂（ナレーション、シンスイ）※アフレコ演出も担当
- 遊☆戯☆王デュエルモンスターズ（ジョン・クロード・マグナム）

2001年
- 神鵰侠侶 コンドルヒーロー（クドゥ王子）
- チャンス〜トライアングルセッション〜（シロー）
- テニスの王子様（井上守）

2002年
- 王ドロボウJING（カンパリ）
- 満月をさがして（高須広平）
- 炎の蜃気楼（荒木村重）
- ボンバーマンジェッターズ（2002年 - 2003年、ナイトリー）
- ワイルド7 another -謀略運河-（長島）

2003年
- R.O.D -THE TV-（ジョーカー）
- シンデレラボーイ（天野）
- LAST EXILE（ヴィンセント・アルツァイ）

2004年
- アガサ・クリスティーの名探偵ポワロとマープル（ブライアン・クラッケンソープ）
- 金色のガッシュベル!!（サンビーム）
- 陸奥圓明流外伝 修羅の刻（陸奥出海）
- 遊☆戯☆王デュエルモンスターズGX（ミスターT、ダークネス）

2005年
- 韋駄天翔（山登猛、ナレーション）
- 銀牙伝説WEED（時宗）
- 戦国英雄伝説 新釈 眞田十勇士 The Animation（眞田左衛門佐幸村）
- 絶対少年（羽鳥次郎）
- B-伝説! バトルビーダマン 炎魂（シン）
- フルメタル・パニック! The Second Raid（ビンセント・ブルーノ）

2006年
- アクビガール（ナレーション）
- しにがみのバラッド。（市原康太郎）
- 人造昆虫カブトボーグ V×V（2006年 - 2007年、勝治の祖父）
- デジモンセイバーズ（大門英）
- 妖逆門（フエ）

2007年
- しおんの王（羽仁真）
- D.Gray-man（スーマン・ダーク）
- ドラゴノーツ -ザ・レゾナンス-（ノザキ・カスガ）

2008年
- ヴァンパイア騎士（黒主灰閻） - 2シリーズ
- 狼と香辛料（ハンス・レメリオ）
- 純情ロマンチカ シリーズ（2008年 - 2015年、伊集院響） - 2シリーズ
- ストライクウィッチーズ（2008年 - 2020年、宮藤博士、ナレーション） - 3シリーズ
- ドルアーガの塔  シリーズ（2008年 - 2009年、メルト） - 2シリーズ
- マッハガール（ナレーション）

2009年
- 花咲ける青少年（ハリー・バーンズワース）
- メタルファイト ベイブレード（2009年 - 2010年、北斗） - 2シリーズ

2011年
- 世界一初恋（伊集院響）
- ラストエグザイル-銀翼のファム-（ヴィンセント・アルツァイ）

2012年
- 超訳百人一首 うた恋い。（西行法師）

2013年
- 石田とあさくら（山口先生）
- 義風堂々!! 兼続と慶次（中西次郎坊）
- ムシブギョー（水野実芳）

2014年
- アカメが斬る!（ブドー）
- マジンボーン（2014年 - 2015年、ドラゴンボーン）

2016年
- 夏目友人帳 伍（クロサキソウゴ）
- バッテリー（戸村真）
- ラクエンロジック（ヤルノ現乃）

2017年
- ONE PIECE（2017年 - 2024年、ネフェルタリ・コブラ〈3代目〉）
- ベイブレードバースト ゴッド（アレキサンダー・ギルテン）
- 将国のアルタイル（セリム）

2018年
- 刻刻（佐河順治）
- 伊藤潤二『コレクション』（森光夫）
- ポプテピピック（2018年 - 2021年、ポプ子〈第11話Bパート / 再放送・リミックス版第8話Bパート〉）
- ムヒョとロージーの魔法律相談事務所（四谷阿部之）
- 走り続けてよかったって。（音響監督）
- 火ノ丸相撲（2018年 - 2019年、柴木山親方）
- 中間管理録トネガワ（中別府）

2019年
- ゾイドワイルド（ワンタン）
- コップクラフト（ナレーション）
- 魔入りました!入間くん（2019年 - 2023年、ナレーション） - 3シリーズ※音響監督も担当
- Z/X Code reunion（カール・ワイバーン）
- 私、能力は平均値でって言ったよね!（古竜〈ベレデテス〉）

2020年
- ドロヘドロ（アス）
- 遊☆戯☆王SEVENS（店主）
- ジビエート（祖師谷紅蓮）

2021年
- ヒーリングっど♥プリキュア（キングビョーゲン / ネオキングビョーゲン、サルロー）
- ふしぎ駄菓子屋 銭天堂（小坂連次郎）

2022年
- Do It Yourself!! -どぅー・いっと・ゆあせるふ-（くらげさん）

2023年
- 異世界のんびり農家（ガルガルド）
- 異世界召喚は二度目です（ディスティニア国王）

2024年
- 魔女と野獣（ジェフ・エンカー）
- 休日のわるものさん（老人）
- 狼と香辛料 MERCHANT MEETS THE WISE WOLF（ハンス・レメリオ）
- 妻、小学生になる。（小久江直正）
- パーティーから追放されたその治癒師、実は最強につき（人形遣い）

2025年
- 妃教育から逃げたい私（ジョン、モーリス王）
- 名探偵コナン（高田健作）
- 桃源暗鬼（ナレーション）

### 劇場アニメ
1983年
- ドラえもん のび太の海底鬼岩城（アナウンサー）

1984年
- 忍者ハットリくん+パーマン 超能力ウォーズ（タンモリ）

1998年
- ビーストウォーズII 超生命体トランスフォーマー ライオコンボイ危機一髪!（ライオコンボイ）

2002年
- キン肉マンII世 マッスル人参争奪! 超人大戦争（バロン）

2004年
- 金色のガッシュベル!! 101番目の魔物（サンビーム）

2005年
- 劇場版 テニスの王子様 跡部からの贈り物 〜君に捧げるテニプリ祭り〜（井上守）
- 金色のガッシュベル!! メカバルカンの来襲（サンビーム）

2007年
- オシャレ魔女♥ラブandベリー しあわせのまほう（ブラッド）

2009年
- 装甲騎兵ボトムズ ペールゼン・ファイルズ 劇場版（キリコ・キュービィー）

2010年
- 銀幕ヘタリア Axis Powers Paint it, White（白くぬれ!）（ローマ帝国）
- 劇場版メタルファイト ベイブレードVS太陽 灼熱の侵略者ソルブレイズ（北斗）

2012年
- ストライクウィッチーズ 劇場版（ナレーション）
- 放課後ミッドナイターズ（シューベルト）

2015年
- サイボーグ009VSデビルマン（グレート・ブリテン）

2016年
- ラストエグザイル-銀翼のファム- Over The Wishes（ヴィンセント・アルツァイ）

2019年
- 劇場版 王室教師ハイネ（ロマーノ国王）

### OVA
1985年
- 装甲騎兵ボトムズ ザ・ラストレッドショルダー（キリコ）

1986年
- 装甲騎兵ボトムズ ビッグバトル（キリコ・キュービィー）

1988年
- 装甲騎兵ボトムズ レッドショルダードキュメント 野望のルーツ（キリコ・キュービィー）

1992年
- 紅いハヤテ（里見珠里）

1994年
- 装甲騎兵ボトムズ 赫奕たる異端（キリコ・キュービィー）

1998年
- 青の6号（速水鉄）
- 銀河英雄伝説外伝 千億の星、千億の光（ヤン・ウェンリー〈2代目〉）

1999年
- 銀河英雄伝説外伝 螺旋迷宮（ヤン・ウェンリー〈2代目〉）

2000年
- 銀河英雄伝説外伝 第三次ティアマト会戦（ヤン・ウェンリー〈2代目〉）

2001年
- R.O.D -READ OR DIE-（ジョーカー）

2002年
- HUNTER×HUNTER（レオリオ）

2003年
- HUNTER×HUNTER GREED ISLAND（レオリオ）

2004年
- インタールード（冬木イクオ）
- 王ドロボウJING in Seventh Heaven（カンパリ）
- 炎の蜃気楼〜みなぎわの反逆者〜（荒木村重、曽根慎太郎）

2006年
- テニスの王子様 Original Video Animation 全国大会篇（井上守）

2007年
- 装甲騎兵ボトムズ ペールゼン・ファイルズ（キリコ・キュービィー）

2009年
- ひぐらしのなく頃に礼（山本）

2010年
- 装甲騎兵ボトムズ 幻影篇（キリコ・キュービィー）

2011年
- 装甲騎兵ボトムズ 孤影再び（キリコ・キュービィー）

2014年
- ストライクウィッチーズ Operation Victory Arrow vol.1 サン・トロンの雷鳴（ナレーション）

2015年
- ストライクウィッチーズ Operation Victory Arrow vol.3 アルンヘムの橋（ナレーション）

### Webアニメ
- 星空キセキ（2006年、幹部）
- Axis powers ヘタリア（2009年、ローマ帝国、パンダ、河童）
- ベイウォーリアーズ サイボーグ（2015年、フードの男 / ブラン / ブラン博士）

### ゲーム
1992年
- ファージアスの邪皇帝（邪皇帝アーキー）

1997年
- るろうに剣心 -明治剣客浪漫譚- 十勇士陰謀編（真田幸村）

1998年
- 新世代ロボット戦記ブレイブサーガ（キリコ・キュービィー）
- 装甲騎兵ボトムズ ウド・クメン編（キリコ・キュービィー）
- ブレイヴフェンサー 武蔵伝（おかしらレバン、ファーマー）

1999年
- ストライダー飛竜2
- サンライズ英雄譚（キリコ・キュービィー）

2000年
- ブレイブサーガ2（キリコ・キュービィー）
- サンライズ英雄譚R（キリコ・キュービィー）

2001年
- サンライズ英雄譚2（キリコ・キュービィー）

2003年
- インタールード（冬木イクオ）
- ゲゲゲの鬼太郎 異聞妖怪奇譚
- SUNRISE WORLD WAR Fromサンライズ英雄譚（ライル、キリコ）
- みんなのGOLF 4（ファルコン）

2004年
- 金色のガッシュベル!!シリーズ（サンビーム）
  - うなれ!友情の電撃2
  - 激闘!最強の魔物達

2005年
- 金色のガッシュベル!! シリーズ（サンビーム）
  - うなれ!友情の電撃 ドリームタッグトーナメント
  - ゴー!ゴー!魔物ファイト!!
  - 友情タッグバトル2

2006年
- サンライズ英雄譚3（キリコ・キュービィー）

2007年
- 鉄拳6（東郷）

2008年
- テイルズ オブ ハーツ（クンツァイト）
- 遊☆戯☆王デュエルモンスターズGX タッグフォース3（ミスターT）

2011年
- スーパーロボット大戦シリーズ（2011年 - 2025年、キリコ・キュービィー） - 9作品

2013年
- 英国探偵ミステリア（モリアーティ教授、レストレード警部）
- 真・女神転生IV（アキラ）
- テイルズ オブ ハーツ R（クンツァイト）

2015年
- ひぐらしのなく頃に粋（山本先生）

2016年
- 英国探偵ミステリア The Crown（モリアーティ教授）

2017年
- 巨影都市（片桐光雄）
- スーパーボンバーマン R（ファントムボンバー、ナレーション）

2019年
- 金色のガッシュベル!! Golden Memories（サンビーム）
- テイルズ オブ ザ レイズ（クンツァイト）

2021年
- 共闘ことばRPG コトダマン（カフカ・サンビーム）

2022年
- 終のステラ（ウィレム・グロウナー）

2024年
- 金色のガッシュベル!! 永遠の絆の仲間たち（サンビーム）

### ドラマCD
- GetBackers-奪還屋-永遠の絆を奪り還せ!編（鬼蜘蛛〈蜘郎森人〉）
- 奇談シリーズ（天本森）
- 西洋骨董洋菓子店（小野裕介）
- テニスの王子様真田弦一郎アルバム『将』より「突撃！月刊プロテニス［真田弦一郎編］」（井上守）
- テイルズ オブ ハーツ（クンツァイト）
  - テイルズ オブ ハーツ ドラマCD vol.2「いばらの森へ」
  - テイルズ オブ ハーツ ドラマCD vol.3「緋色の髪の魔王」
  - テイルズ オブ ハーツ ドラマCD vol.4「繋がる世界」
  - テイルズ オブ ハーツ ドラマCD vol.5「ねむり姫の詩」
- ドルアーガの塔 シリーズ（メルト）
  - ドルアーガの塔 〜the spoon of URUK〜
  - ドルアーガの塔 〜the fork of URUK〜
- HUNTER×HUNTER シリーズ（レオリオ）
- けいさつのおにーさん（手塚衛）※コミックス第2巻ドラマCD付き限定版[64]

### 吹き替え

#### 担当俳優
ジェフ・ダニエルズ
- オデッセイ（テディ・サンダース）
- ザ・コミー・ルール 元FBI長官の告白（ジェームズ・コミー）
- スティーブ・ジョブズ（ジョン・スカリー）
- ニュースルーム（ウィル・マカヴォイ）

ダグ・サヴァント
- NCIS: ニューオーリンズ シーズン4 #23,#24（エリック・バーロウ）
- クリミナル・マインド9 FBI行動分析課 #10（マルコム・タファート）
- デスパレートな妻たち（トム・スカーボ）
- ラッシュアワー #3（エリック・ジナルディ検事）

デヴィッド・シューリス
- エノーラ・ホームズの事件簿2（グレイム警視）
- 地球ドラマチック「ハリー・ポッターと魔法の世界」（本人）※ボイスオーバー
- ハリー・ポッターシリーズ（リーマス・ルーピン）
  - ハリー・ポッターとアズカバンの囚人
  - ハリー・ポッターと不死鳥の騎士団
  - ハリー・ポッターと謎のプリンス
  - ハリー・ポッターと死の秘宝 PART1
  - ハリー・ポッターと死の秘宝 PART2

ロバート・ダウニー・Jr
- アリー my Love（ラリー・ポール）
- キスキス,バンバン（ハリー・ロックハート）
- ゾディアック（ポール・エイヴリー）

#### 映画（吹き替え）
- アイ・アム・サム（ミスター・ターナー〈リチャード・シフ〉）※日本テレビ版
- 青い夢の女（ミシェル・デュラン〈ジャン＝ユーグ・アングラード〉）
- アリス・イン・ワンダーランド/時間の旅（ウィルキンズ〈マット・ヴォーゲル〉）
- 嘘はフィクサーのはじまり（首相ミカ・エシェル〈リオル・アシュケナージ〉）
- エアポート/トルネード・チェイサー（トム〈ザヴィエ・フッター〉）
- エイリアン（ダラス船長〈トム・スケリット〉）※DCDVD・BD版
- キャプテン・アメリカ:ブレイブ・ニュー・ワールド（フランス大統領〈リック・エスパイヤ〉[67]）
- ギャングスター（ディロン〈ヴァル・キルマー〉）
- クリスティーナの好きなコト（トッド〈ジョニー・メスナー〉）
- グレース・オブ・モナコ 公妃の切り札（レーニエ3世〈ティム・ロス〉）
- ザ・ベイ（エイブラムス医師）
- サンシャイン 2057（ピンバッカー〈マーク・ストロング〉）
- 31年目の夫婦げんか（バーナード・フェルド医師〈スティーヴ・カレル〉）
- 幸せのセラピー（ビル・アンダーソン〈アーロン・エッカート〉）
- シャンハイ・ナイト（ネルソン・ラズボーン卿〈エイダン・ギレン〉）
- 12人の怒れる男 評決の行方（陪審員5番〈ドリアン・ヘアウッド〉）※NHK版
- スパイダー/少年は蜘蛛にキスをする（デニス・クレッグ / スパイダー〈レイフ・ファインズ〉）
- 天国は、ほんとうにある（トッド・バーポ〈グレッグ・キニア〉）
- ドミノ（レブ・デルレーン〈ウィリアム・フィクナー〉[68]）
- 9デイズ（シール〈ガブリエル・マクト〉）※フジテレビ版
- バース・オブ・ザ・ドラゴン（ウォン・ジャックマン〈シア・ユイ〉）
- ハイ・クライムズ（トム・キュービック〈ジム・カヴィーゼル〉）※ソフト版
- ハッピー・フライト（テッド・スチュワート〈マーク・ラファロ〉）
- ハワード -ディズニー音楽に込めた物語-（アラン・メンケン）
- ハンニバル（ポール・クレンドラー〈レイ・リオッタ〉）※オンデマンド配信版
- 百万長者と結婚する方法（トム・ブルックマン〈キャメロン・ミッチェル〉）※テレビ朝日版WOWOW追加収録部分
- ブルージャスミン（ドワイト・ウェストレイク〈ピーター・サースガード〉）
- ペイバック（マイケル）※日本テレビ版
- マッドマックス2（パッパガーロ〈マイク・プレストン〉）※スーパーチャージャー版
- マリー・アントワネットの首飾り（ニコラ・ド・ラ・モット伯爵〈エイドリアン・ブロディ〉）
- ミケランジェロ・プロジェクト（フランク・ストークス〈ジョージ・クルーニー〉）
- ミスター・ロビンの口説き方（ロビン・ハイデン〈ダニエル・ヘニー〉）
- ミス・ペレグリンと奇妙なこどもたち（鳥類学者〈ルパート・エヴェレット〉）
- 妖精ファイター（トレーシー〈スティーヴン・マーチャント〉）
- ワイルド・タウン/英雄伝説（ジェイ・ハミルトン〈ニール・マクドノー〉）

#### ドラマ
- アニマル・レスキュー・キッズ（イルジオ）※NHK版
- アンフォゲッタブル2 完全記憶捜査 #1（アリ・ソネンランド〈アンドリュー・マッカーシー〉）
- NCIS: ニューオーリンズ シーズン1 #14（オースティン・ハケット捜査官〈ジェイ・ジャブロンスキー〉）
- キャッスル6 〜ミステリー作家は事件がお好き #19（ジェイミー・バーマン〈ケヴィン・キルナ/Kevin Kilner〉）
- 孔子（孟僖子）
- CSI:科学捜査班（ダニエル・ラーソン / ブラザー ダニエル・ラーソン〈エリック・ロバーツ〉）
  - シーズン13 #22
  - シーズン14 #1
  - シーズン15 #18（最終話）
- CSI:ニューヨーク9 ザ・ファイナル #13（グラント・ホリストン〈ヨハン・アーブ〉）
- そして誰もいなくなった（エドワード・アームストロング〈トビー・スティーブンス〉）
- デッド・ゾーン（グレッグ・スティルソン〈ショーン・パトリック・フラナリー〉）
- プロビデンス2（バート）※NHK BS-2
- HOMELAND/ホームランド（ニコラス・ブロディ〈ダミアン・ルイス〉）
- ホイール・オブ・タイム（ラン〈ダニエル・ヘニー〉[69]）
- ホーンブロワー 海の勇者（ブッシュ中尉〈ポール・マッギャン〉）※NHK BS-2版
- THE MENTALIST メンタリストの捜査ファイル（パトリック・ジェーン〈サイモン・ベイカー〉）

#### アニメ
- エリアス ちいさなレスキューせん（スマッキー）
- サンダーバード ARE GO
- しろくまノーム ニューヨークへ（フリーマン市長[70]）
- ビジーバス（ナレーション）
- メリダとおそろしの森（マッキントッシュ卿）
- ライアンを探せ!（ベニー）

### ラジオ
- 夜のドラマハウス（ニッポン放送）
- おはようぱんたおじら（ラジオたんぱ）
- フリーロード渋谷探検隊（文化放送）
- ゲームファンタジア

### テレビドラマ
- ティーカップス
- 雨よりも優しく（1989年、TBS） - 鮫島昇
- 世にも奇妙な物語（フジテレビ系）
  - 「夢」（1991年）
  - 「真夜中のディスクジョッキー」（1991年）
  - '98秋の特別編「ホーム、スィートホーム」（1998年） - 黒田栄二
  - '03秋の特別編「-鍵-」（2003年） - 医者
- 柴門ふみの恋愛論（1991年、TBS）
- 特救指令ソルブレイン（1991年、テレビ朝日）
  - 第19話：林
  - 第48話：黒木社長
- 不思議少女ナイルなトトメス 第11話「危険な幽霊」（1991年、フジテレビ系） - 川崎イツカの父親
- 大人は判ってくれない 第01回「だから走れメロスは恥ずかしい」（1992年、フジテレビ系）
- 約束の夏（1992年、フジテレビ） - 江川雄二
- 刑事貴族3 第7話「遠いあの日に」（1992年6月12日、日本テレビ）
- さすらい刑事旅情編V 第11話「拾った拳銃・金色のアンクレットの女」（1992年12月23日、テレビ朝日）
- はぐれ刑事純情派6 第13話「保険金疑惑の蔭の女」（1993年6月30日、テレビ朝日） ‐ 松波慎吾
- 離婚パーティー（1993年、TBS）
- 五星戦隊ダイレンジャー（1993年、テレビ朝日） - 早口旅ガラス
- 恋とはどんなものかしら（1994年）
- 七星闘神ガイファード 第15話「復讐の赤いバラ」（1996年、テレビ東京）
- ウルトラマンティガ 第16話「よみがえる鬼神」（1996年） - 盗掘者・上村 ※郷田ほずみと誤記
- こんな恋のはなし（1997年、フジテレビ）
- 総理と呼ばないで（1997年、フジテレビ） - 事務秘書官
- ビーチボーイズ 第8話（1997年8月25日、フジテレビ）
- D×D（1997年、日本テレビ）
- 火曜サスペンス劇場『警部補 佃次郎4 仮説の行方』（1997年、日本テレビ系）
- 殴る女 第3話（1998年、フジテレビ） - 倉本
- 古畑任三郎（1999年、フジテレビ） - 清水巡査
- きらきらひかる（1999年、フジテレビ） - 久保昇一
- TEAM 第5話（1999年、日本テレビ系）
- サラリーマン刑事3（2000年、フジテレビ） - 宇野啓介
- やまとなでしこ（2000年、フジテレビ） - 西岡寛平
- 涙をふいて（2000年、フジテレビ）
- Fighting Girl（2001年、フジテレビ）
- 私を旅館に連れてって（2001年、フジテレビ）
- ホーム&アウェイ（2002年、フジテレビ） - 倉橋
- ダブルスコア 第5話（2002年、フジテレビ）
- ダイヤモンドガール（2003年、フジテレビ）

### 映画
- ビリィ・ザ・キッドの新しい夜明け（1986年）
- ドン松五郎の大冒険（1987年） - ヤクザ
- 稲村ジェーン（1990年）
- 世にも奇妙な物語 映画の特別編「結婚シミュレーター」（2000年）
- いくつもの、ひとりの朝（2006年） - 豊

### バラエティ
- ウソップランド（テレビ朝日）
- なに・ソレ!?（テレビ朝日）
- ゲーム・史上最大の作戦（TBS）
- 禁断! イモリ帝国（日本テレビ）
- 流通神様（日本テレビ）
- 艶々ナイト（テレビ埼玉）

### CM
- ミツカン酢
- 日本生命
- NTTドコモ
- 資生堂（NTVおしゃれカンケイ・生CM）
- ビーストウォーズII 超生命体トランスフォーマー番組宣伝（ライオコンボイ）

## 音響監督

### テレビアニメ（音響監督）
2000年
- メダロット魂

2001年
- バンパイヤン・キッズ

2002年
- ボンバーマンジェッターズ

2003年
- ふたつのスピカ

2004年
- Get Ride! アムドライバー

2005年
- 絶対少年

2006年
- アクビガール
- シュヴァリエ 〜Le Chevalier D'Eon〜
- 妖逆門
- ひぐらしのなく頃に

2007年
- CODE-E
- しおんの王
- ひぐらしのなく頃に解

2008年
- ヴァンパイア騎士 / ヴァンパイア騎士 Guilty
- 純情ロマンチカ / 純情ロマンチカ2
- ドルアーガの塔 〜the Aegis of URUK〜
- マッハガール
- Mission-E

2009年
- うみねこのなく頃に
- ドルアーガの塔 〜the Sword of URUK〜
- ローズオニールキューピー

2010年
- ぬらりひょんの孫

2011年
- 世界一初恋 / 世界一初恋2
- ぬらりひょんの孫 千年魔京

2013年
- 八犬伝―東方八犬異聞―

2014年
- アカメが斬る!

2016年
- ラクエンロジック

2017年
- 王室教師ハイネ
- ネト充のススメ

2018年
- 悪偶 -天才人形-
- 伊藤潤二『コレクション』
- 走り続けてよかったって。

2019年
- コップクラフト
- 魔入りました!入間くん

2020年
- ジビエート

2022年
- Do It Yourself!! -どぅー・いっと・ゆあせるふ-

2023年
- 異世界召喚は二度目です

### Webアニメ（音響監督）
- Starry☆Sky（2010年）
- 伊藤潤二『マニアック』（2023年）[73]

### OVA（音響監督）
2001年
- グッドモーニング・コール
- 時空異邦人KYOKO ちょこらにおまかせ!

2009年
- ひぐらしのなく頃に礼

2011年
- 世界一初恋 〜小野寺律の場合〜
- ひぐらしのなく頃に煌

2013年
- ひぐらしのなく頃に拡 〜アウトブレイク〜

### 海外アニメ
- エリアス ちいさなレスキューせん（2009年）

### 劇場アニメ
- 劇場版 王室教師ハイネ（2019年）

## 著作
- 『面対考』 徳間書店 ISBN 4-19-553233-7
  - 水島裕、永田悦雄との共著。